# Jan Willem Bonebakker
Jan Willem Bonebakker (Varsseveld, 14 augustus 1893 – Delft, 16 mei 1989) was een Nederlandse ingenieur en hoogleraar scheepsbouwkunde. Hij was een belangrijk persoon in de Nederlandse scheepsbouw en het technisch hoger onderwijs in de twintigste eeuw.

## Biografie
Bonebakker werd geboren in Varsseveld als zoon van Adrianus Bonebakker en Anna Elisabeth Gunning. Hij volgde een technische opleiding en maakte carrière in de scheepsbouwindustrie. Gedurende 25 jaar was hij werkzaam bij de scheepswerf C. van der Giessen & Zonen te Krimpen aan den IJssel, waar hij uiteindelijk de functie van procuratiehouder bekleedde.
Op 10 december 1945 werd hij benoemd tot hoogleraar scheepsbouwkunde aan de Technische Hogeschool Delft (tegenwoordig de Technische Universiteit Delft), binnen de afdeling Werktuig-, Scheeps- en Vliegtuigbouwkunde. In deze functie leverde hij een belangrijke bijdrage aan de modernisering van het technisch onderwijs en het gebruik van wetenschappelijke methoden binnen de scheepsbouw.
Zijn inaugurele rede, uitgesproken op 27 maart 1946, droeg de titel Opleiding en werkkring van Delftsche scheepsbouwkundige ingenieurs. Daarin pleitte hij voor een betere aansluiting van het onderwijs op de behoeften van de industrie, en een grotere nadruk op onderzoek en statistiek.
Hij ging op 14 juni 1963 met emeritaat. In zijn afscheidscollege, getiteld Driemaal is scheepsrecht, reflecteerde hij op de rol van de ingenieur in een veranderende technische wereld en het belang van innovatie in de scheepsbouw.

## Publicaties
- De scheepsbouwnijverheid in Nederland (1936)
- De scheepsbouwnijverheid in en om Rotterdam (1940)
- Opleiding en werkkring van Delftsche scheepsbouwkundige ingenieurs (1946)

## Erkenning
Voor zijn verdiensten voor wetenschap en industrie werd Bonebakker benoemd tot Ridder in de Orde van de Nederlandse Leeuw.

## Persoonlijk leven
In 1927 trad hij in het huwelijk met Henriette Maria Westermann. Hij overleed op 95-jarige leeftijd in Delft.